# Nokia N73
De Nokia N73 is een smartphone die door Nokia zelf wordt omschreven als Multimedia Computer. Het toestel heeft een 3,2MP-camera met een Carl Zeiss-lens en draait onder het besturingssysteem Symbian 9.1.
De telefoon heeft een mini-SD slot en is de opvolger van de Nokia N72. De telefoon kan via bluetooth, infraroodsignalen en via een (USB-)kabel op de POP-poort (een bedrijfseigen type poort van Nokia) met de buitenwereld communiceren.

## Music Edition
De Nokia N73 heeft een gelijknamig model met als extensie Music Edition. Deze uitvoering heeft dezelfde hardware, maar ook een extra toets om de mediaspeler op te starten. Deze telefoon is geheel in het zwart uitgevoerd, en heeft 2 GB geheugen aan boord.
N70 · N71 · N72 · N73 · N73 Music Edition · N75 · N76 · N77 · N80 · N81 · N82 · N85 · N90 · N91 · N92 · N93 · N93i · N95 · N96 · N97 · N800